# Total Media Agency
Total Media Agency (TMA) es un estudio de cine pornográfico japonés.

## Información
Total Media Agency se fundó en octubre de 1990, ubicando sus oficinas centrales en el barrio especial de Toshima, en Tokio. El estudio se especializa en vídeos generalmente del género cosplay, pero destaca especialmente por realizar parodias pornográficas basadas en famosas series niponas de manga y anime, como Suzumiya Haruhi no Yūutsu, Lucky☆Star, Neon Genesis Evangelion y K-On!.
Ha sido una de las empresas pioneras en la exploración de nuevos medios para vídeos de adultos. En 2005, fue uno de los primeros estudios, junto con Glay'z y h.m.p., en producir material para adultos en el formato UMD utilizado en la PlayStation Portable, con el lanzamiento el 12 de agosto de 2005 de tres vídeos, entre ellos Campaign Girl Collection Portable. Dos años más tarde, en 2007, cuando el formato Blu-ray de Sony aún competía con el formato rival HD DVD, Total Media Agency fue una de las primeras empresas audiovisuales japonesas en lanzar vídeos en dicho formato. En un artículo de julio de 2007, Yoshimasa Nozu, productor de TMA, declaró que la empresa planeaba lanzar al menos un disco Blu-ray al mes durante el resto del año.

## Gran Premio AV
TMA fue una de las empresas que presentó vídeos para el concurso AV Grand Prix de 2008. Su propuesta, Hermaphrodite White Lily Academy, etiquetada AVGP-020, era una obra de género futanari protagonizada por Miyu Hoshino, Ryo Kiyohara, Reina Mizuki y Nana Mizuki. TMA también participó en el concurso AV Grand Prix 2009 con un vídeo, Miniskirt Creampie International Students, etiquetado AVGP-131, en el que aparecían actrices no japonesas.

## Organización

### Sellos
Algunos de los sellos en los que queda organizado Total Media Agency son:
- Expotion
- Mizuiro
- TMA Works

### Actrices
Algunas AV Idols del porno japonés que han actuado para Total Media Agency han sido:
- Hotaru Akane
- Bunko Kanazawa
- Yua Kisaki
- Sakurako Kaoru
- Yuria Kato
- Marina Matsushima
- Momoka Nishina
- Anna Ohura
- Nao Oikawa
- Maria Ozawa
- Riko Tachibana
- Tsubomi